# MNNQNS
MNNQNS est un groupe français de rock, originaire de Rouen, en Seine-Maritime. Il est formé à Cardiff, en Irlande, en 2013 par Adrian d'Epinay (chanteur et guitariste).

## Histoire
En 2013, à Cardiff, en Irlande, Adrian découvre la scène rock et enchaîne les concerts, il est alors lui-même étudiant en musicologie. Quand il rentre en France, à Rouen, il prend la décision de créer MNNQNS (une contraction du mot Mannequins). Il rencontre alors les 3 futurs membres de son groupe : Grégoire, Marc et Félix. La première formation du groupe se compose donc d'Adrian d'Epinay (chanteur et guitariste), rapidement rejoint par Grégoire Mainot (batterie), Félix Ramaën (basse) et Hugo Van Leene (guitare) qui succède au poste de guitariste après Marc Lebreuilly.
Ils sortent leur premier EP, Capital, le 30 septembre 2016. Leur second EP, Advertisement, sort le 13 avril 2018. Puis, le 11 octobre 2019, le groupe publie un album composé de 12 titres nommé Body Negative sur le label anglais Fat Cat Records . Le 2 juillet 2021, ils sortent leur 3e EP Deviant By Ego. Ils sortent de leur deuxième album The Second Principle le 22 avril 2022. Le 21 avril 2023, un an après la sortie de leur album The Second Principle, le groupe sort une extension de 7 chansons et transitions sur les plateformes et sur support vinyle 10 pouces numéroté appelé The Second Principle // EXTENDED //.
Un troisième album est prévu, dont la date de sortie n'est pas encore précisée.

## Tournées
En 2024, le groupe à dépassé les 250 dates à travers le monde, y compris au Canada, en Chine et à travers l'Europe où ils ont ouverts pour des groupes tels que Franz Ferdinand, Lee Ranaldo (Sonic Youth), Rival Sons, Black Lips, Temples et joué sur les scènes de festivals comme Rock en Seine, Festival des Vieilles Charrues, Eurockéennes de Belfort, ...

## MOTHERSHIP
En 2024, le groupe annonce une tournée d'une dizaine de dates autour d'un projet nommé MOTHERSHIP. Création originale de 90 minutes rassemblant sur scène les quatre membres de MNNQNS au synthétiseurs uniquement, leur ingénieur du son Robin Plante au Synthétiseur Modulaire et Raphaël Quenehen au saxophone.

Exclusivement constitué de morceaux inédits, le live s'articule autour d'un synthétiseur modulaire, construit point par point des mains de Robin Plante au cours des dernières années.

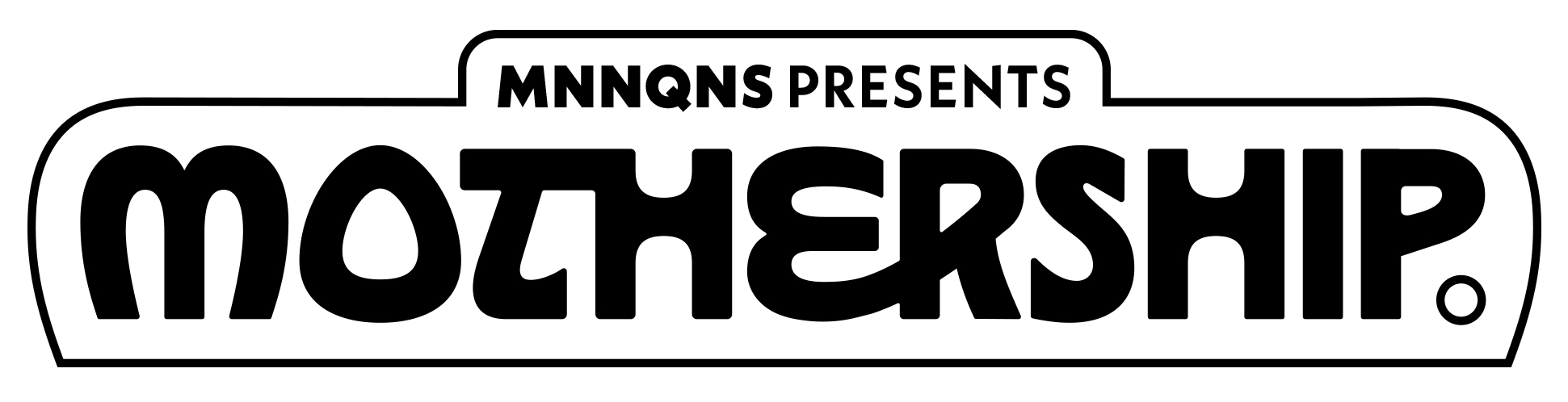
MOTHERSHIP project Logo

## Discographie

### Albums studio
- 2019 : Body Negative
- 2022 :  The Second Principle

### EP
- 2016 : Capital
- 2018 : Advertisement
- 2021 : Deviant By Ego
- 2023 : The Second Principle //EXTENDED//

### Participations
- 2020 : Sick Sad Word - Volume 1 (reprise de Kiss from a Rose de Seal)